# Білнацком
Білнацком (Білоруський національний комісаріат) ― відділ Наркомату (нарком Йосип Сталін) у справах національностей РРФСР у 1918–1919 роках.
Створений у Петрограді (з березня 1918 року в Москві) відповідно до декрету РНК РРФСР від 31.1 (13.2).1918. Комісар Олександр Червяков (до травня 1918 року). Мав відділи агітаційно-політичний, культурно-просвітницький, біженський, видавничий, відділення у Петрограді, Смоленську й Вітебську; спецпредставників в Орлі, Калузі, Орші, Самарі, Саратові, Симбірську, Тамбові. Тісно співпрацював із білоруськими секціями РКП(б). Проводив політичну й культурно-просвітницьку діяльність серед білорусів у Радянській Росії, боровся проти націоналізму й шовінізму, пропагандував ідеї тісного єднання трудящих Білорусі та Радянської Росії. Взяв на облік білоруські організації та заклади на території Радянської Росії, евакуйовані під час Першої світової війни, відкривав білоруські школи.
У липні 1918 року скликав у Москві нараду білоруських вчителів, на якій з доповіддю виступила Надія Крупська, Всеросійський з'їзд біженців з Білорусі. Організував у Москві Білоруський народний університет, сприяв створенню Білоруського науково-культурного товариства, спільно з білоруською секцією РКП(б) у Москві відкрив робітничий клуб «Беларус». Видав Конституцію РРФСР білоруською, альманах «Зажынкі». Брав участь у підготовці проголошення БРСР. Друкований орган — газета «Дзянніца».
Ліквідований у березні 1919. Культурно-просвітницький відділ Білнацкому перетворений на Білоруський підвідділ відділу просвіти нацменшин Наркомату просвіти РРФСР.